# Sony Open in Hawaii
Sony Open din Hawaii este un turneu de golf profesionist din PGA Tour⁠(d) și face parte din seria FedEx Cup a turneului. Se dispută la Waialae Country Club⁠(d) din Honolulu, Hawaii, de la înființarea evenimentului în era modernă, sub denumirea de Hawaiian Open în noiembrie 1965.
În plus față de criteriile obișnuite de eligibilitate din PGA Tour, Sony Open poate invita până la trei jucători profesioniști de golf din piețele emergente.

## Istorie

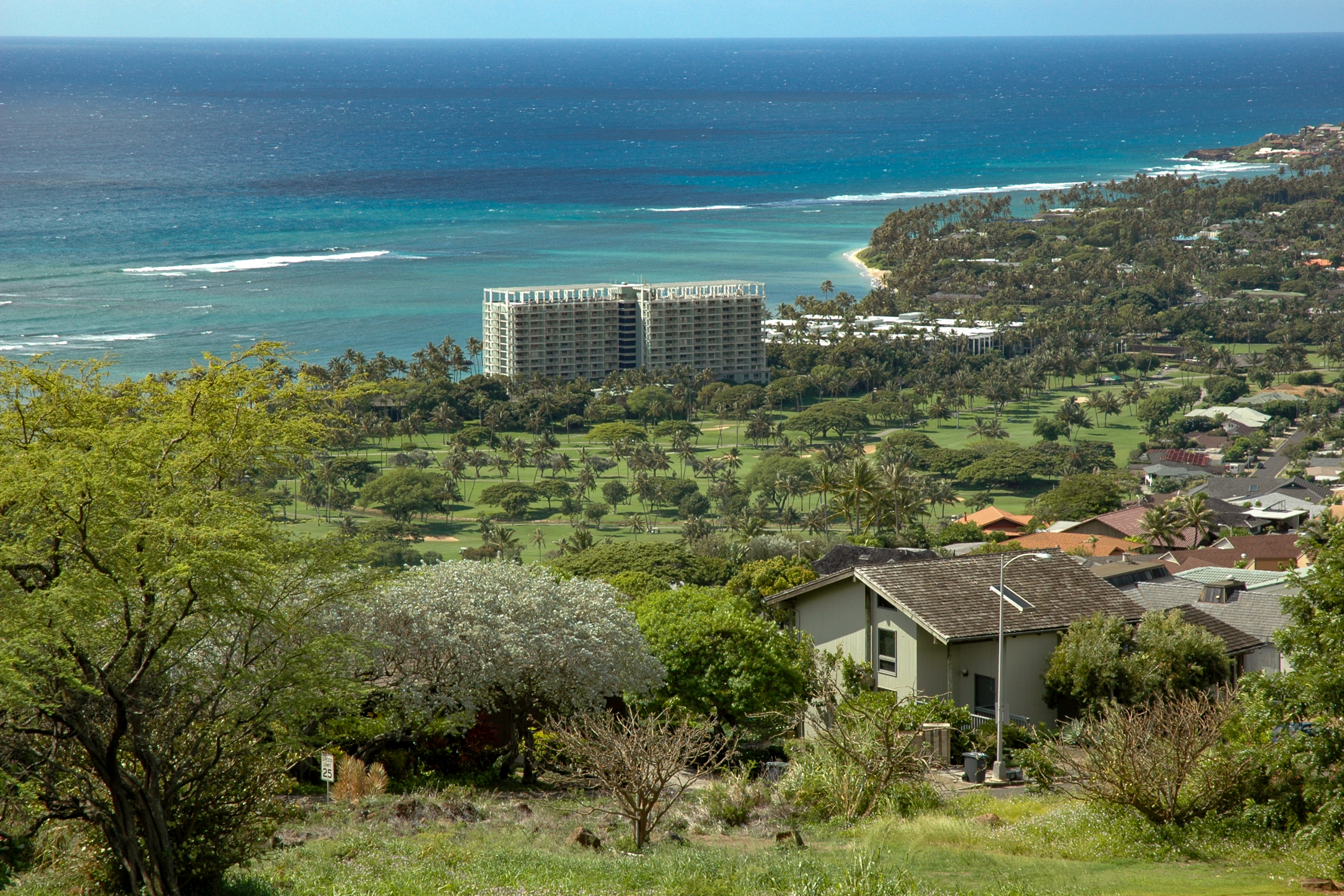
Locul de desfășurare a Sony Open: Waialae Country Club din Oahu

Inițial, evenimentul a avut loc la jumătatea toamnei în primele cinci ediții, dar a fost anulat în 1970, când a fost mutat la începutul lunii februarie 1971, în intervalul de iarnă. În prezent, are loc la mijlocul lunii ianuarie și este primul eveniment cu teren complet din anul calendaristic, după Turneul Campionilor de pe insula Maui. Prima și cea de a noua gaură ale clubului Waialae sunt schimbate între ele pentru evenimentul PGA Tour, care se termină la gaura 9.
Primul sponsor principal a fost United Airlines în 1991, urmat de actualul sponsor Sony în 1999. Au fost cinci câștigători multipli ai turneului, toți campioni de două ori: Hubert Green⁠(d), Corey Pavin⁠(d), Lanny Wadkins⁠(d), Ernie Els⁠(d) și Jimmy Walker. Toți au câștigat campionate importante. Turneul este organizat în prezent de Friends of Hawaii Charities.
În 1983, Isao Aoki,⁠(d) în vârstă de patruzeci de ani, a devenit primul câștigător japonez la PGA Tour. A realizat o lovitură pentru un eagle-3 la gaura 72 și l-a învins pe Jack Renner la o distanță de o lovitură.
În 1998, John Huston a doborât recordul de punctaj al PGA Tour. A reușit 28 de lovituri sub par, depășind recordul lui Ben Hogan⁠(d) stabilit inițial în 1945.
Sony Open a atras atenția pentru că i-a acordat patru invitații consecutive din partea sponsorilor lui Michelle Wie⁠(d), prima în 2004, când avea 14 ani. Ea a ratat intrarea în rundele finale în toate cele patru apariții iar în 2008 nu a primit una dintre cele patru invitații disponibile sponsorului. Una dintre invitații i-a revenit lui Alex Ching, un fost coleg de liceu al lui Wie, în vârstă de 17 ani.
În 2007, jucătorul amator Tadd Fujikawa⁠(d) a devenit al doilea cel mai tânăr jucător din toate timpurile (16 ani, 4 zile) care a reușit să treacă în rundele finale după 36 de găuri într-un eveniment oficial PGA Tour⁠(d). Reușita sa a fost evidențiată de o lovitură de eagle⁠(d) de 4,6 m la cea de-a 36-a gaură. De altfel, ghidul de presă al PGA Tour din 2006 arată că cel mai tânăr jucător care a reușit să ajungă în rundele finale după 36 de găuri într-un eveniment oficial din Tur a fost Bob Panasik⁠(d) (15 ani, 8 luni și 20 de zile) în 1957 la Canadian Open⁠(d).
Pregătirile pentru Sony Open din 2018 au fost întrerupte pentru scurt timp de o alertă de urgență falsă care a anunțat că o rachetă balistică a fost lansată spre Hawaii. Membrii personalului ar fi încercat să se adăpostească în vestiarul jucătorilor, centrul media a primit ordin de evacuare, iar mai mulți jucători au postat pe rețelele de socializare mesaje despre alerta eronată, care a fost trimisă pe toate smartphone-urile.  În cele din urmă, s-a stabilit că alerta a fost trimisă din greșeală.

## Câștigători
| An                            | Câștigător           | Scor                | Până la par         | Diferența față de locul 2 | Locul 2                                                                          | Premii totale       | Premiul câștigătorului ($) |
| Sony Open in Hawaii           | Sony Open in Hawaii  | Sony Open in Hawaii | Sony Open in Hawaii | Sony Open in Hawaii       | Sony Open in Hawaii                                                              | Sony Open in Hawaii | Sony Open in Hawaii        |
| ----------------------------- | -------------------- | ------------------- | ------------------- | ------------------------- | -------------------------------------------------------------------------------- | ------------------- | -------------------------- |
| 2025                          | Nick Taylor          | 264                 | −16                 | Playoff                   | Nico Echavarría                                                                  | 8.700.000           | 1.566.000                  |
| 2024                          | Grayson Murray⁠(d)    | 263                 | −17                 | Playoff                   | An Byeong-hun⁠(d) Keegan Bradley⁠(d)                                               | 8.300.000           | 1.494.000                  |
| 2023                          | Kim Si-woo⁠(d)        | 262                 | −18                 | 1 lovitură                | Hayden Buckley⁠(d)                                                                | 7.900.000           | 1.422.000                  |
| 2022                          | Hideki Matsuyama⁠(d)  | 257                 | −23                 | Playoff                   | Russell Henley⁠(d)                                                                | 7.500.000           | 1.350.000                  |
| 2021                          | Kevin Na⁠(d)          | 259                 | −21                 | 1 lovitură                | Chris Kirk⁠(d) Joaquín Niemann⁠(d)                                                 | 6.600.000           | 1.188.000                  |
| 2020                          | Cameron Smith⁠(d)     | 269                 | −11                 | Playoff                   | Brendan Steele⁠(d)                                                                | 6.600.000           | 1.188.000                  |
| 2019                          | Matt Kuchar⁠(d)       | 258                 | −22                 | 4 lovituri                | Andrew Putnam⁠(d)                                                                 | 6.400.000           | 1.152.000                  |
| 2018                          | Patton Kizzire⁠(d)    | 263                 | −17                 | Playoff                   | James Hahn⁠(d)                                                                    | 6.200.000           | 1.116.000                  |
| 2017                          | Justin Thomas⁠(d)     | 253                 | −27                 | 7 lovituri                | Justin Rose⁠(d)                                                                   | 6.000.000           | 1.080.000                  |
| 2016                          | Fabián Gómez⁠(d)      | 260                 | −20                 | Playoff                   | Brandt Snedeker⁠(d)                                                               | 5.800.000           | 1.044.000                  |
| 2015                          | Jimmy Walker⁠(d) (2)  | 257                 | −23                 | 9 lovituri                | Scott Piercy⁠(d)                                                                  | 5.600.000           | 1.008.000                  |
| 2014                          | Jimmy Walker⁠(d)      | 263                 | −17                 | 1 lovitură                | Chris Kirk⁠(d)                                                                    | 5.600.000           | 1.008.000                  |
| 2013                          | Russell Henley⁠(d)    | 256                 | −24                 | 3 lovituri                | Tim Clark⁠(d)                                                                     | 5.600.000           | 1.008.000                  |
| 2012                          | Johnson Wagner⁠(d)    | 267                 | −13                 | 2 lovituri                | Harrison Frazar⁠(d) Charles Howell III⁠(d) Sean O'Hair⁠(d) Carl Pettersson⁠(d)       | 5.500.000           | 990.000                    |
| 2011                          | Mark Wilson⁠(d)       | 264                 | −16                 | 2 lovituri                | Tim Clark⁠(d) Steve Marino⁠(d)                                                     | 5.500.000           | 990.000                    |
| 2010                          | Ryan Palmer⁠(d)       | 265                 | −15                 | 1 lovitură                | Robert Allenby⁠(d)                                                                | 5.500.000           | 990.000                    |
| 2009                          | Zach Johnson⁠(d)      | 265                 | −15                 | 2 lovituri                | Adam Scott⁠(d) David Toms⁠(d)                                                      | 5.400.000           | 972.000                    |
| 2008                          | K. J. Choi⁠(d)        | 266                 | −14                 | 3 lovituri                | Rory Sabbatini⁠(d)                                                                | 5.300.000           | 954.000                    |
| 2007                          | Paul Goydos⁠(d)       | 266                 | −14                 | 1 lovitură                | Luke Donald⁠(d) Charles Howell III⁠(d)                                             | 5.200.000           | 936.000                    |
| 2006                          | David Toms⁠(d)        | 261                 | −19                 | 5 lovituri                | Chad Campbell⁠(d) Rory Sabbatini⁠(d)                                               | 5.100.000           | 918.000                    |
| 2005                          | Vijay Singh⁠(d)       | 269                 | −11                 | 1 lovitură                | Ernie Els⁠(d)                                                                     | 4.800.000           | 864.000                    |
| 2004                          | Ernie Els⁠(d) (2)     | 262                 | −18                 | Playoff                   | Harrison Frazar⁠(d)                                                               | 4.800.000           | 864.000                    |
| 2003                          | Ernie Els⁠(d)         | 264                 | −16                 | Playoff                   | Aaron Baddeley⁠(d)                                                                | 4.500.000           | 810.000                    |
| 2002                          | Jerry Kelly⁠(d)       | 266                 | −14                 | 1 lovitură                | John Cook⁠(d)                                                                     | 4.000.000           | 720.000                    |
| 2001                          | Brad Faxon⁠(d)        | 260                 | −20                 | 4 lovituri                | Tom Lehman⁠(d)                                                                    | 4.000.000           | 720.000                    |
| 2000                          | Paul Azinger⁠(d)      | 261                 | −19                 | 7 lovituri                | Stuart Appleby⁠(d)                                                                | 2.900.000           | 522.000                    |
| 1999                          | Jeff Sluman⁠(d)       | 271                 | −9                  | 2 lovituri                | Davis Love III⁠(d) Jeff Maggert⁠(d) Len Mattiace⁠(d) Chris Perry⁠(d) Tommy Tolles⁠(d) | 2.600.000           | 468.000                    |
| United Airlines Hawaiian Open |                      |                     |                     |                           |                                                                                  |                     |                            |
| 1998                          | John Huston⁠(d)       | 260                 | −28                 | 7 lovituri                | Tom Watson⁠(d)                                                                    | 1.800.000           | 324.000                    |
| 1997                          | Paul Stankowski⁠(d)   | 271                 | −17                 | Playoff                   | Jim Furyk⁠(d) Mike Reid⁠(d)                                                        | 1.200.000           | 216.000                    |
| 1996                          | Jim Furyk⁠(d)         | 277                 | −11                 | Playoff                   | Brad Faxon⁠(d)                                                                    | 1.200.000           | 216.000                    |
| 1995                          | John Morse⁠(d)        | 269                 | −19                 | 3 lovituri                | Tom Lehman⁠(d) Duffy Waldorf⁠(d)                                                   | 1.200.000           | 216.000                    |
| 1994                          | Brett Ogle⁠(d)        | 269                 | −19                 | 1 lovitură                | Davis Love III⁠(d)                                                                | 1.200.000           | 216.000                    |
| 1993                          | Howard Twitty⁠(d)     | 269                 | −19                 | 4 lovituri                | Joey Sindelar⁠(d)                                                                 | 1.200.000           | 216.000                    |
| 1992                          | John Cook⁠(d)         | 265                 | −23                 | 2 lovituri                | Paul Azinger⁠(d)                                                                  | 1.200.000           | 216.000                    |
| United Hawaiian Open          |                      |                     |                     |                           |                                                                                  |                     |                            |
| 1991                          | Lanny Wadkins⁠(d) (2) | 270                 | −18                 | 4 lovituri                | John Cook⁠(d)                                                                     | 1.100.000           | 198.000                    |
| Hawaiian Open                 |                      |                     |                     |                           |                                                                                  |                     |                            |
| 1990                          | David Ishii⁠(d)       | 279                 | −9                  | 1 lovitură                | Paul Azinger⁠(d)                                                                  | 1.000.000           | 180.000                    |
| 1989                          | Gene Sauers⁠(d)       | 197                 | −19                 | 1 lovitură                | David Ogrin⁠(d)                                                                   | 750.000             | 135.000                    |
| 1988                          | Lanny Wadkins⁠(d)     | 271                 | −17                 | 1 lovitură                | Richard Zokol⁠(d)                                                                 | 600.000             | 108.000                    |
| 1987                          | Corey Pavin⁠(d) (2)   | 270                 | −18                 | Playoff                   | Craig Stadler⁠(d)                                                                 | 600.000             | 108.000                    |
| 1986                          | Corey Pavin⁠(d)       | 272                 | −16                 | 2 lovituri                | Paul Azinger⁠(d)                                                                  | 500.000             | 90.000                     |
| 1985                          | Mark O'Meara⁠(d)      | 267                 | −21                 | 1 lovitură                | Craig Stadler⁠(d)                                                                 | 500.000             | 90.000                     |
| 1984                          | Jack Renner⁠(d)       | 271                 | −17                 | Playoff                   | Wayne Levi⁠(d)                                                                    | 500.000             | 90.000                     |
| 1983                          | Isao Aoki⁠(d)         | 268                 | −20                 | 1 lovitură                | Jack Renner⁠(d)                                                                   | 325.000             | 58.500                     |
| 1982                          | Wayne Levi⁠(d)        | 277                 | −11                 | 1 lovitură                | Scott Simpson⁠(d)                                                                 | 325.000             | 58.500                     |
| 1981                          | Hale Irwin⁠(d)        | 265                 | −23                 | 6 lovituri                | Don January⁠(d)                                                                   | 325.000             | 58.500                     |
| 1980                          | Andy Bean⁠(d)         | 266                 | −22                 | 3 lovituri                | Lee Trevino⁠(d)                                                                   | 325.000             | 58.500                     |
| 1979                          | Hubert Green⁠(d) (2)  | 267                 | −21                 | 3 lovituri                | Fuzzy Zoeller⁠(d)                                                                 | 300.000             | 54.000                     |
| 1978                          | Hubert Green⁠(d)      | 274                 | −14                 | Playoff                   | Billy Kratzert⁠(d)                                                                | 250.000             | 50.000                     |
| 1977                          | Bruce Lietzke⁠(d)     | 273                 | −15                 | 3 lovituri                | Don January⁠(d) Takashi Murakami⁠(d)                                               | 240.000             | 48.000                     |
| 1976                          | Ben Crenshaw⁠(d)      | 270                 | −18                 | 4 lovituri                | Hale Irwin⁠(d) Larry Nelson⁠(d)                                                    | 230.000             | 46.000                     |
| 1975                          | Gary Groh⁠(d)         | 274                 | −14                 | 1 lovitură                | Al Geiberger⁠(d)                                                                  | 220.000             | 44.000                     |
| 1974                          | Jack Nicklaus        | 271                 | −17                 | 3 lovituri                | Eddie Pearce⁠(d)                                                                  | 220.000             | 44.000                     |
| 1973                          | John Schlee⁠(d)       | 273                 | −15                 | 2 lovituri                | Orville Moody⁠(d)                                                                 | 200.000             | 40.000                     |
| 1972                          | Grier Jones⁠(d)       | 274                 | −14                 | Playoff                   | Bob Murphy⁠(d)                                                                    | 200.000             | 40.000                     |
| 1971                          | Tom Shaw⁠(d)          | 273                 | −15                 | 1 lovitură                | Miller Barber⁠(d)                                                                 | 200.000             | 40.000                     |
| 1970: Nu s-a disputat         |                      |                     |                     |                           |                                                                                  |                     |                            |
| 1969                          | Bruce Crampton⁠(d)    | 274                 | −14                 | 4 lovituri                | Jack Nicklaus                                                                    | 125.000             | 25.000                     |
| 1968                          | Lee Trevino⁠(d)       | 272                 | −16                 | 2 lovituri                | George Archer⁠(d)                                                                 | 125.000             | 25.000                     |
| 1967                          | Dudley Wysong⁠(d)     | 284                 | −4                  | Playoff                   | Billy Casper⁠(d)                                                                  | 100.000             | 20.000                     |
| 1966                          | Ted Makalena⁠(d)      | 271                 | −17                 | 3 lovituri                | Billy Casper⁠(d) Gay Brewer⁠(d)                                                    | 42.500              | 8.500                      |
| 1965                          | Gay Brewer⁠(d)        | 281                 | −7                  | Playoff                   | Bob Goalby⁠(d)                                                                    | 45.000              | 9.000                      |

Notă: Scorurile trecute pe fundal verde indică scoruri record.
Turnee anterioare recunoscute de PGA Tour
| An   | Jucător            | Scor | Până la par | Premiul câștigătorului ($) |
| ---- | ------------------ | ---- | ----------- | -------------------------- |
| 1948 | Cary Middlecoff⁠(d) | 274  | −10         | 2.000                      |
| 1947 | Dutch Harrison⁠(d)  | 275  | −13         | 2.000                      |
| 1929 | Craig Wood         | 289  | +1          | 1.600                      |
| 1928 | Bill Mehlhorn⁠(d)   | 291  |             |                            |

## Câștigători multipli
Cinci bărbați au câștigat acest turneu de mai multe ori până în 2023.
- 2 victorii
  - Hubert Green⁠(d): 1978, 1979
  - Corey Pavin⁠(d): 1986, 1987
  - Lanny Wadkins⁠(d): 1988, 1991
  - Ernie Els⁠(d): 2003, 2004
  - Jimmy Walker: 2014, 2015

## Recorduri
- Recordul turneului: 253 (Justin Thomas⁠(d), 2017)
- Record după 54 de găuri: 188 (Justin Thomas⁠(d), 2017)
- Record după 36 de găuri: 123 (Justin Thomas⁠(d), 2017)
- Record după 18 găuri: 59 (Justin Thomas⁠(d), 2017)